# Ar-Ramadi
Ar-Ramādī (arab. الرمادي) – miasto w środkowym Iraku, nad Eufratem, ośrodek administracyjny muhafazy (prowincji) Al-Anbar. Około 490 tys. mieszkańców.